# Ruiru
Ruiru és una ciutat del Districte de Kiambu a la Província Central de Kenya. Situada a tres quilòmetres del límit de la ciutat de Nairobi, Ruiru és una ciutat dormitori per a la capital del país, i hi està connectada per ferrocarril i carretera. La ciutat ocupa una àrea de 292 km², i està envoltada per nombrososes plantacions de cafè.
El 1999, Ruiru tenia 100.000 habitants, però ha experimentat un ràpid creixement poblacional com a resposta a l'escassetat d'habitatges disponibles a Nairobi. La ciutat ha tingut problemes per adaptar-se a l'afluència de persones. Ruiru és també una ciutat industrial amb diverses fàbriques importants, incloent Devki Mills Steel, Spinners Spinners i la fàbrica de peces de vestir, Ruiru RSS, etc. Disposa de serveis bancaris i centres comercials, i actualment està gaudint d'una mica d'auge en el terreny de l'habitatge: moltes finques destinades fins ara a la plantació de cafè s'estan convertint en zones residencials. Estan sorgint també empreses del sector TIC (Tecnologia d'Informació i Comunicació), com ara l'SmartEdge PASHA center, un poble digital on la comunitat pot comprar ordinadors i obtenir capacitació en computació lliure.